# Clifford Kirkpatrick
Clifford Kirkpatrick est un enseignant-chercheur en sociologie américain né à Fitchburg (Massachusetts) le 22 octobre 1898 et mort à Bloomington (Indiana) le 11 janvier 1971.

## Biographie
Surpris par l'entrée en guerre des États-unis, Clifford Kirkpatrick part combattre en Europe. Il est ambulancier dans les Ardennes françaises (il est blessé à Sommerance) et reçoit la Distinguished Service Cross pour un comportement héroïque (malgré un éclat d'obus qui le laisse inconscient, il parvient à se rendre jusqu'à l'hôpital de campagne avec son véhicule et ses blessés; deux jours plus tard, il relève trois blessés sur un champ de bataille imprévu).
De retour aux États-unis, Clifford Kirkpatrick entre à l'université. Il obtient une licence de chimie (1920) et une maîtrise en sociologie (1922) à l'Université Clark, puis un doctorat de sociologie à l'Université de Pennsylvanie (Ph.D, 1925) pour lequel il reçoit une bourse Harrison.
Il enseigne dans plusieurs universités successivement: à l'Université Brown (1923-1924), à l'Université de Pennsylvanie (1925-1930), à l'Université du Minnesota (1930-1949) puis à l'Université d'Indiana dans laquelle il termine sa carrière en démissionnant de manière prématurée pour se concentrer sur ses recherches.
En 1936, il obtient une bourse de recherche Guggenheim (ce qui lui permet de résider brièvement en Allemagne et de rédiger deux livres qui paraissent en 1938 et 1939, et qui sont brûlés en autodafé par les Nazis).
Pendant la Seconde guerre mondiale, il se lance dans un projet de tissu fabriqué à partir de fils d'aluminium; il publie son étude en 1943, et se retrouve au milieu d'une guerre de brevets à plusieurs millions de dollars d'enjeu. De manière moins anecdotique, en 1945, il est nommé directeur de recherche dans le groupe U.S. Strategic Bombing Survey, chargé de mesurer l'impact des bombardements stratégiques et la destruction des populations civiles.
En 1952, il est élu vice-président de l'Association américaine de sociologie; à partir de 1959, il préside l'Ohio Valley Sociological Society. En 1965, il reçoit le Prix E. W. Burgess pour sa contribution à la sociologie de la famille.
Marié trois fois (en 1927 avec Doris Katherine Upton, journaliste,; en 1939 avec Marjorie Dietz; en 1959 avec Mazelle Van Cleave), il est le père de trois enfants. Il est lui-même issu d'une famille de quatre enfants: Marian (1896-1971, artiste lyrique), Alice (1902-1982, bibliothécaire), Ralph (1911-1984, claveciniste et musicologue); leur mère décède en 1927; leur père Edwin Asbury Kirkpatrick (1862-1937) est professeur de psychologie à l'Université Fitchburg dont il dirige le Département de psychologie et de développement de l'enfance, et auteur de très nombreux ouvrages en psychologie et en sociologie.
Clifford Kirkpatrick meurt en 1971.

## Sources
1. ↑  « Valor awards for Clifford  Kirkpatrick », sur valor.militarytimes.com (consulté le 14 août 2017)
2. 1 2  Karl Schuessler et Frank Westie, « In Memoriam Clifford Kirkpatrick 1898–1971 », Sociological Focus, vol. 4, no 4,‎ 1er août 1971, p. 1–2 (ISSN 0038-0237, DOI 10.1080/00380237.1972.10570789, lire en ligne, consulté le 14 août 2017)
3. 1 2 3 4  « Indiana University Bloomington Faculty Council Minutes - Document View », sur webapp1.dlib.indiana.edu (consulté le 14 août 2017)
4. 1 2  (en-US) « John Simon Guggenheim Foundation |   Clifford Kirkpatrick », sur www.gf.org (consulté le 14 août 2017)
5. ↑  (en) Clifford Kirkpatrick, « Warmth Without Weight », Textile Research, vol. 13, no 7,‎ 1er mai 1943, p. 16–23 (ISSN 0096-5928, DOI 10.1177/004051754301300705, lire en ligne, consulté le 14 août 2017)
6. ↑  (en) « Salute to women: Doris Kirkpatrick », Sentinel & Enterprise,‎ 31 juillet 2013 (lire en ligne, consulté le 14 août 2017)
7. ↑  (en) Fitchburg Historical Society, Legendary Locals of Fitchburg, Arcadia Publishing, 2014, 127 p. (ISBN 978-1-4671-0110-3, lire en ligne)
8. ↑  « JP Kirkpatrick Genealogy & Family Site Data - Seventh Generation », sur jpkirkpatrick.com
9. 1 2  (en) « JP Kirkpatrick Genealogy & Family Site Data - Sixth Generation », sur jpkirkpatrick.com
10. ↑  (en) Patricia Donahue et Gretchen Flesher Moon, Local Histories : Reading the Archives of Composition, University of Pittsburgh Pre (ISBN 978-0-8229-7318-8, lire en ligne), p. 174
11. ↑  (en) « Kirkpatrick, Edwin A. (Edwin Asbury), 1862-1937 | The Online Books Page », sur onlinebooks.library.upenn.edu (consulté le 21 août 2017)